# Ulrike Möltgen

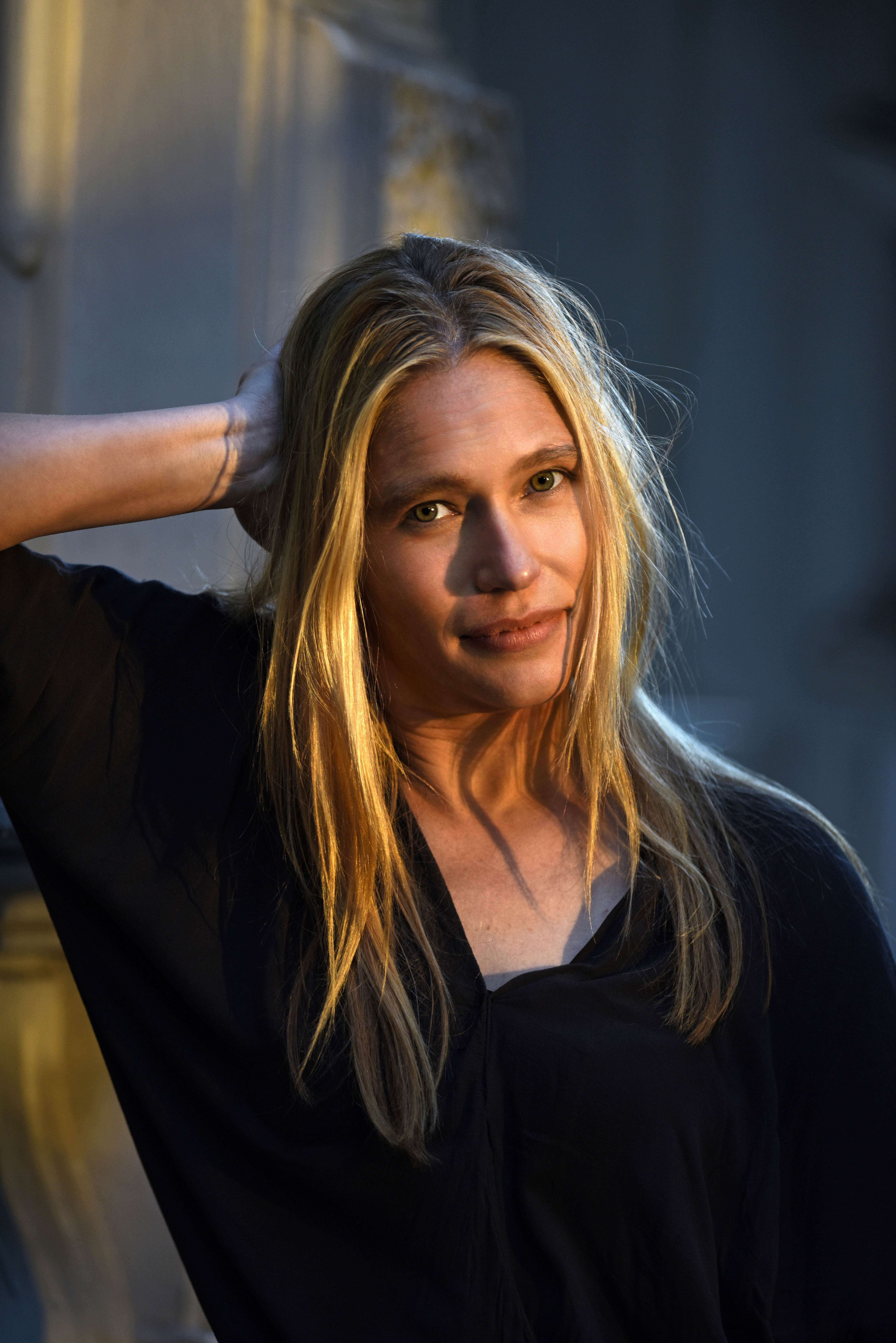
Ulrike Möltgen 2017

Ulrike Möltgen (* 1973 in Wuppertal) ist eine deutsche Illustratorin.

## Leben
Ulrike Möltgen wurde 1973 in Wuppertal geboren. Sie studierte in ihrer Heimatstadt an der Gesamthochschule Wuppertal Kommunikationsdesign und machte ihr Diplom bei dem  Illustrator und Kinderbuchautor Wolf Erlbruch. An der Folkwang Universität der Künste in Essen lehrte sie als Dozentin.  Bekanntheit erlangte Möltgen 1997 mit ihrer Bilderbuchserie Der Mondbär, die in Zusammenarbeit mit Rolf Fänger entstanden und zuletzt bei Coppenrath als Bilderbuch sowie im Kino und TV erschienen ist. Ihre Bücher wurden mehrfach ausgezeichnet und ausgestellt.

## Illustrierte Werke (Auswahl)
- E. T. A. Hoffmann: Wie aus tiefstem Traum. Jumbo neue Medien, Hamburg 2025, ISBN 978-3-8337-4903-2
- Selma Lagerlöf: Das Mädchen vom Moorhof. Insel Verlag, Berlin 2025, ISBN 978-3-458-19552-8
- Ulrike Möltgen: Ich war die ganze Welt. Peter Hammer Verlag, Wuppertal 2025, ISBN 978-3-7795-0770-3
- Hannes Wirlinger: Die Fürstin der Raben. Jacoby & Stuart, Berlin 2024, ISBN 978-3 96428 227 9
- Erich Kästner: Das Märchen von der Vernunft. Atrium Verlag, 2024, ISBN 978-3-458-17865-1.
- Erich Kästner: Das Märchen vom Glück. Atrium Verlag, 2023, ISBN 978-3-458-17865-1
- Selma Lagerlöf: Ein Weihnachtsgast. Suhrkamp Verlag, Berlin 2023, ISBN 978-3 4581 9526 9 .
- Jean-Claude Grumberg: Das kostbarste aller Güter. Jacoby & Stuart, Berlin 2020, ISBN 978-3-96428-031-2.
- Theodor Storm: Der kleine Häwelmann. Suhrkamp Verlag, Berlin 2020, ISBN 978-3-458-17865-1.
- Gottfried Keller: Kleider machen Leute. Suhrkamp Verlag, Berlin 2019, ISBN 978-3-458-20034-5.
- Hannes Wirlinger: Der Vogelschorsch. Jacoby & Stuart, Berlin 2019, ISBN 978-3-96428-031-2.
- Judith Burger: Roberta verliebt. Gerstenberg, Hildesheim, 2019, ISBN 978-3-8369-6016-8.
- O. Henry: Das Geschenk der Weisen. Suhrkamp Verlag, Berlin 2018, ISBN 978-3-458-19453-8.
- Judith Burger: Gertrude grenzenlos. Gerstenberg, Hildesheim 2018, ISBN 978-3-8369-5957-5.
- Silke Schlichtmann: Bluma und das Gummischlangengeheimnis. Hanser Verlag, München 2017, ISBN 978-3-446-25701-6.
- Kilian Leypold: Wolfsbrot. Kunstanstifter, Mannheim 2017, ISBN 978-3-942795-52-4
- Sarah Michaela Orlovsky: Ich #wasimmerdasauchheißenmag. Tyrolia, Innsbruck 2017, ISBN 978-3-7022-3640-3.
- Michael Stavarič: Milli Hasenfuss. Kunstanstifter, Mannheim 2016, ISBN 978-3-942795-40-1.
- Rolf-Bernhard Essig: Alles für die Katz. Hanser Verlag, München 2011, ISBN 978-3-446-23785-8.
- Mit Rolf Fänger (Text und Illustration): Der Mondbär. Coppenrath, Münster 2010, ISBN 978-3-8157-5602-7.
- Saskia Hula: Bei 3 auf den Bäumen. Sauerländer, Frankfurt am Main 2010, ISBN 978-3-7941-5231-5.
- Jutta Richter: Annabella Klimperauge. Hanser Verlag, München 2002, ISBN 978-3-446-20186-6.

## Ausstellungen (Auswahl)
- November 2009: Beginn einer Ausstellungs- und Lesereise mit dem Buchprojekt Ihr glaubt mir nicht? (Münchner Frühling Verlag) in München, Berlin, Hamburg und Düsseldorf[5].
- April 2011: Ausstellung zweier Originale aus dem Buch Bei drei auf den Bäumen (Sauerländer Verlag) im Bilderbuchmuseum Burg Wissem in Troisdorf[5].
- September 2011: Ausstellung einiger Originale aus dem Buch Alles für die Katz (Hanser Verlag) im Rahmen einer Buchpräsentation in der Seidl Villa in München[5].
- Januar 2015: Ausstellung der Originale aus dem Buch Der Karneval der Tiere (Anette Betz) in der Galerie für Buchkunst in der Villa Hermann in Gustavsburg[5].
- März 2015:  Ausstellung der Originale aus So groß und so klein (Fischer/Sauerländer) in der Galerie für Buchkunst in der Villa Hermann in Gustavsburg[5].
- März 2018: Teilnahme an der Benefizausstellung "Kunst hilft" in der Galerie Kunstkomplex in Wuppertal[6].
- Juli 2019: Ausstellung im Zusammenhang mit der Preisverleihung des Troisdorfer Kinderbuchpreises im Troisdorfer Bilderbuchmuseum[7].
- August 2019: Ausstellung der für die Inselbücherei gefertigten Illustrationen (u. a.) im Heine Haus Düsseldorf[8].
- August 2019: Der Vogelschorsch (Jacoby&Stuart) – Ausstellung zum Buch in der Stadtbibliothek Berlin-Mitte[9].
- September 2019: Ausstellung „Inspiration durch Zufall“ in der Alten Bandfabrik Wuppertal[10].
- Dezember 2019: Teilnahme an der Ausstellung "Kinderbuchwelt" im Design Forum Wien[11].
- Juni 2020: Teilnahme an der Aktion "out and about – Kunst geht raus." mit Plakaten verschiedener Künstler in Wuppertal[12].
- November 2020: Ausstellung „Ich bin nicht mehr, was ich gestern war… — Zeichnen gegen den Strom • Illustrationen und freie Arbeiten“ im Alten Gefängnis Freising.[13]
- Februar 2024: Erich Kästner neu illustriert mit ausgewählten Originalen von Ulrike Möltgen und Isabel Kreitz[14].

## Auszeichnungen
- 2002: Die besten 7 im Deutschlandfunk, für Annabella Klimperauge (Hanser Verlag)[15]
- 2010: Die besten 7 im Deutschlandfunk, für Bei drei auf den Bäumen (Sauerländer Verlag)[16]
- 2010: Kauz des Monats, für Bei drei auf den Bäumen (Sauerländer Verlag)[16]
- 2011: Kauz des Monats, für Vom Anfang der Welt (Sauerländer Verlag)[16]
- 2011: Österreichischer Staatspreis für Kinder- und Jugendliteratur, für Bei drei auf den Bäumen (Sauerländer Verlag)[16]
- 2011: Religiöses Buch des Monats, für Vom Anfang der Welt (Sauerländer Verlag)[16]
- 2013: Die besten 7 im Deutschlandfunk, für Die Weihnachtsgeschichte (Fischer, Sauerländer)
- 2013: Religiöses Buch des Monats, für Die Weihnachtsgeschichte (Fischer, Sauerländer)[16]
- 2017: Zwei mal Die besten 7 im Deutschlandfunk, für Wolfsbrot (Kunstanstifter)[17]
- 2018: German Design Award Gold, für Milli Hasenfuss (Kunstanstifter)[18]
- 2018: Österreichischer Kinder- und Jugendbuchpreis, für ich #wasimmerdasauchheißenmag (Tyrolia)[19]
- 2018: Kinderbuchpreis der Stadt Wien, für ich #wasimmerdasauchheißenmag (Tyrolia)[19]
- 2018: Nominiert für den Deutschen Jugendliteraturpreis, mit Bluma und das Gummischlangengeheimnis (Hanser Verlag)[20]
- 2019: Troisdorfer Bilderbuchpreis (3. Preis), für Das Geschenk der Weisen (Suhrkamp/Insel)[21]
- 2019: Wuppertaler Springmann-Preis[22]
- 2019: Die besten 7 im Deutschlandfunk, für Der Vogelschorsch (Jacoby & Stuart)[23]
- 2020: Österreichischer Kinder- und Jugendbuchpreis, für Der Vogelschorsch (Jacoby & Stuart)[24]
- 2021: Nominiert für den Deutschen Jugendliteraturpreis, mit Das kostbarste aller Güter (Jacoby & Stuart)
- 2024: Die besten 7 im Deutschlandfunk, für Die Fürstin der Raben (Jacoby & Stuart)[23]